# 부다페스트 안전 보장 각서

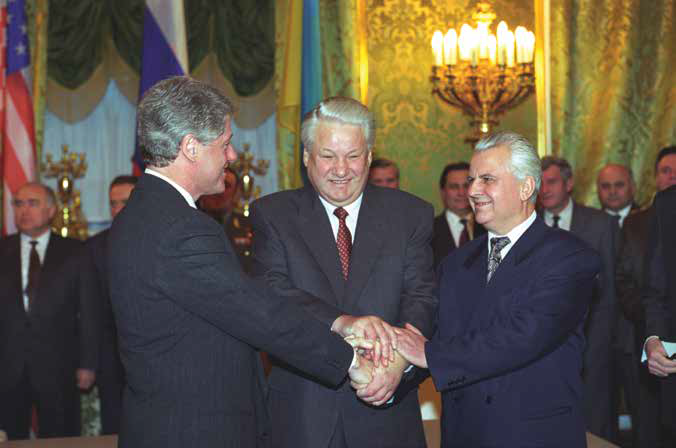

부다페스트 안전 보장 각서(우크라이나어: Будапештський меморандум)는 1994년 12월 5일, 헝가리 부다페스트에서 열린 OSCE 회의에서 벨라루스, 카자흐스탄, 우크라이나의 핵확산금지조약 (NPT) 가입과 관련하여 서명국의 안전 보장을 제공하는 차원에서 서명된 실질적으로 동일한 3개의 정치적 합의로 구성되었다. 이 세 개의 각서는 원래 러시아, 미국, 영국 이 세 핵보유국들이 서명한 것이었다. 중국과 프랑스는 별도의 문서에서 다소 약한 개별 보증을 제공하였다. 
도널드 M. 블링컨 미국 대사가 참석한 가운데 부다페스트 컨벤션 센터의 파트리아 홀에서 서명된 각서는 자위적 방위나 유엔 헌장에 따른 경우를 제외하고 러시아, 미국, 영국이 우크라이나, 벨라루스, 카자흐스탄을 상대로 위협하거나 군사력 또는 경제 측면에서 강압을 행하는 것을 금지하였다. 1993년부터 1996년까지 다른 협정과 각서의 결과로 벨라루스, 카자흐스탄, 우크라이나는 핵무기를 포기하였다.  

## 역사
우크라이나는 핵무기를 포기할 때까지 세계에서 세 번째로 많은 핵무기 비축량을 보유했으며 그 중 우크라이나는 물리적 권한은 있지만 작전 통제권은 없었다. 러시아는 전자적 Permissive Action Links와 러시아 명령 및 통제 시스템을 통해 핵무기를 작동하는 데 필요한 코드를 통제했지만 이것이 우크라이나의 접근에 대한 충분한 보장은 될 수 없었다. 공식적으로 이 무기는 독립 국가 연합이 통제했다.
이동식 미사일 발사대만 있던 벨라루스와 카자흐스탄은 매우 신속하게 핵탄두와 미사일을 러시아에 반환하기로 결정했다. 우크라이나는 접근 방식에 대해 내부 토론 기간을 거쳤다.
우크라이나가 핵무기를 러시아에 넘기고 핵확산금지조약에 가입하며, 국제 사회는 우크라이나의 현 국경에 대한 주권을 확인하며 우크라이나에 대한 공격에 안보리가 대처한다는 조약이다. 1994년 12월 5일 벨라루스, 카자흐스탄, 우크라이나, 러시아, 미국, 영국이 서명하여, 헝가리 부다페스트에서 체결되었다.
부다페스트 양해각서 이후 우크라이나는 핵탄두와 ICBM을 전량 러시아로 반출해 폐기했다. 이후 우크라이나는 자국의 원전에서 쓰는 우라늄 원료를 모두 러시아로부터 수입하고 사용 후 핵연료도 러시아로 반출해 처리하고 있다. 미국은 이 과정에서 경제 지원을 담당했다. 여기에는 핵 과학자를 비롯해 핵무기 생산과 운영에 종사하던 사람들에게 다른 직업을 찾아주는 작업도 포함됐다. 이를 '협력적 위협 감소(CTR, Cooperative Threat Reduction)'라 부른다.
우크라이나는 1994년 5월, 핵확산금지조약에 가입했고, 1996년 6월 모든 핵무기를 러시아에 넘겨 비핵화를 완료했다.
우크라이나는 1991년, 소련에서 독립한 직후 핵탄두 약 1700발과 ICBM 170기 이상을 보유한 세계 3위의 핵보유국이었다. 그러나 핵보유국인 미국, 영국과 러시아가 1994년 "부다페스트 각서"를 채택하면서 우크라이나의 독립과 영토보전을 약속하자 핵무기를 포기했다. 핵미사일과 시설은 미국 주도로 폐기됐다. 핵폭탄에 들어있던 핵물질은 러시아로 보내졌다.
1997년 12월 16일, 우크라이나는 SS-19 ICBM 68기와 ICBM 발사대 107대를 이미 폐기했다고 니콜라이 곤차렌코 우크라이나 군사력조사본부장이 밝혔다.
2000년대 초 러시아는 우크라이나로부터 '가스 대금'으로 30기 가량의 'UR-100N UTTKh'(SS-19)를 넘겨받은 후 소련연방 해체와 함께 연료를 공급하지 않은 상태로 창고에서 보관해왔다.
2001년 10월 30일, 우크라이나는 마지막 ICBM 발사기기인 SS-24 미사일 지하 발사기지를 폐쇄했다.
2012년 3월 12일, 우크라이나가 보유 중인 고농축우라늄(HEU) 163 kg을 2012년까지 폐기하기로 결정했다.

## 내용
각서에 따르면 러시아, 미국, 영국은 벨로루시, 카자흐스탄, 우크라이나가 핵무기를 러시아에 실질적으로 포기하는 대신 벨로루시, 카자흐스탄, 우크라이나가 핵확산금지조약의 회원국이 되는 것을 승인하고 다음을 동의한다.
1. 벨로루시인, 카자흐인, 우크라이나인의 독립과 기존 국경의 주권을 존중합니다.
2. 벨로루시, 카자흐스탄 또는 우크라이나에 대한 위협이나 무력 사용을 자제합니다.
3. 벨로루시, 카자흐스탄 또는 우크라이나에 대한 경제적 압력을 사용하여 정치에 영향을 미치는 것을 삼가하십시오.
4. 벨로루시, 카자흐스탄 또는 우크라이나가 "핵무기가 사용되는 침략 행위의 희생자 또는 침략 위협의 대상이 되어야 하는" 경우 지원을 제공하기 위해 즉각적인 안전보장이사회 조치를 모색합니다.
5. 벨로루시, 카자흐스탄 또는 우크라이나에 대한 핵무기 사용을 자제합니다.
6. 그러한 약속과 관련하여 질문이 있으면 서로 상의하십시오.

## 크림 위기
러시아는 2008년 조지아를 침공하고 2014년에는 우크라이나의 크림반도를 합병했다. 크림 위기 참조.
2014년 2월, 러시아가 우크라이나령이었던 크림 병합 때 핵무기 사용까지 검토했다.
1994년 우크라이나는 핵무기를 포기하는 대신 크림 반도를 포함한 ‘영토 보전’과 ‘주권 보장’ ‘경제적 지원’ 등을 국제적으로 약속받았다. 일명 ‘부다페스트 조약’이다. 하지만 이번 사태에서, 조약에 서명한 미국, 영국 등 서방국가들은 아무런 연합군 파병을 하지 않았다.
다만 애초에 법적구속력이 별로없고 부다페스트조약에서조차도 핵무기에 의한 공격이나,위협이 있을 때만 지원을 위해 안전보장위원회를 소집한다고 하였기에 서방세계가 군사적 지원을 하지 않아도 조약위반이 아니다.
2014년 9월 14일, 발레리 겔레테이 우크라이나 국방장관은 서방이 군사지원을 거부하면 우크라이나는 러시아로부터 자국을 보호하기 위해 핵무기 개발에 복귀할 수 있다고 경고했다.
9월 17일, 러시아 전문가들은 우크라이나가 대규모 우라늄 광산과 우라늄 농축에 이용할 수 있는 원자력발전소, 핵무기 운반 수단인 탄도미사일 등을 보유하고 있다며, 마음만 먹으면 10년 내에 핵무기를 개발할 수 있다고 평가했다. 우크라이나는 유럽 최대 우라늄 매장량을 자랑하며 17개의 원자로를 가동하고 있다.
2018년 4월 11일, 우크라이나 국가안보국방위원회 서기(한국의 청와대 국가안보실장 격) 알렉산드르 투르치노프는 자국 언론과의 인터뷰에서 "지금 여러 사건이 일어난 뒤에 우리는 많은 사람의 마음에 들지 않을 수 있는 결론을 내릴 수 있다. 핵무장 포기는 우리의 역사적 실수였다는 것"이라고 주장했다. 그는 "우리에게 주어졌던 안전 보장 약속은 해당 각서의 종잇값만도 못하다"면서 "현대 세계에서 약자의 견해는 존중되지 않는다. 각자는 자신의 힘에만 의지해야 한다"고 강조했다.
크림 위기로 우크라이나의 재 핵무장론이 일어나는 것에 대해, 우크라이나 핵 문제 분석가인 올리거 코샤르나(61)는 "우리에게는 전에도 핵무장 기술이 없었다. 미사일도 (관리는) 전부 모스크바서 했다"고 지적했다. 우크라이나에는 우라늄 농축설비가 없다. 핵폭탄을 제조할 시설도 없다."고 말했다.

## 조선민주주의인민공화국
자발적 비핵화를 한 우크라이나가 러시아의 핵공격 위협을 포함한 침공에 크림 반도를 병합당하자 이 사례가 조선민주주의인민공화국이 비핵화를 하지 않는 이유가 될 수 있다는 평가다.
2017년 8월 14일, 마이클 엘먼 국제전략문제연구소(IISS) 선임연구원은 우크라이나 드니프로에 있는 국영 공장인 유즈마쉬에서 북한이 고성능 액체추진 엔진(LPE)을 획득했으며, 이 엔진을 화성-12형과 화성-14형에 장착했다고 주장했다. 그러나 유즈마쉬는 전혀 그런 사실이 없다고 반박했다.
국영 우주로켓업체 유즈마쉬는 2015년 파산 위기를 겪었다. 친러시아성향의 빅토르 야누코비치 우크라이나 대통령이 2014년 권좌에서 물러난 이후 러시아가 핵무기 업그레이드를 취소하면서 유즈마쉬로 알려진 이 국영 공장은 어려움에 빠졌다. 유즈마쉬는 중화인민공화국, 조선민주주의인민공화국에 ICBM 엔진 기술을 수출했다는 의혹을 받고 있는데, 강력히 부인하고 있다. 유즈노예 설계국, 유즈마쉬 기계국은 한국에 누리호 엔진을 수출했다.
러시아 고위 군 관계자는 "설계도와 기술지원이 없는 상태에서 2년 안에 새로 로켓 엔진을 개발하거나 현대화하는 것은 불가능하며, 우크라이나 기술자와 조선민주주의인민공화국의 협력은 지난 수 년 동안 계속돼 왔다"고 주장했다.
2017년 8월 15일, 우크라이나 정부가 2017년 8월 15일 이전에 우크라이나 공장 유즈마쉬에서 제조한 로켓 엔진이 러시아를 거쳐 조선민주주의인민공화국에 제공됐을 가능성이 있다고 밝혔다. 유리 라드첸코 우크라이나 우주청 장관대행은 기자간담회에서 “2001년까지 우크라이나 공장에서 만들어 러시아로 공급한 로켓 엔진은 모두 사용됐다”고 밝혔다. 우크라이나에서 러시아로 이어지는 과거 로켓엔진 공급체계를 인정한 것이다.
2018년 9월 4일, 2011년 우크라이나 국영기업 기술자들을 상대로 ICBM에 사용된 엔진의 비밀자료 등을 훔치려 한 혐의로 체포돼 복역했던 북한 공작원 리태길 씨가 지난 출소했다.
9월 6일, 류성철이 출소했다. 리태길, 류성철은 2011년 7월 우크라이나 로켓산업의 중심지였던 드니프로의 한 차고에서 미사일 전문가로부터 건네받은 가짜 기밀을 촬영하다 몰래카메라로 이들을 살피던 정보당국 요원에 의해 검거됐으며 이후 재판에서 각각 8년형을 선고받았다. 조선민주주의인민공화국이 우크라이나로부터 빼내려 했던 문서는 R-36M과 연관된 첨단 로켓 기술과 우주선, 액체 연료 로켓 엔진, 연료 공급 시스템 등에 관한 논문들이었던 것으로 알려졌다.

## 같이 보기
- RD-263